# Adil Hussain
Adil Hussain (tiếng Assam: আদিল হুছেইন; sinh 5 tháng 10 năm 1963) là một diễn viên điện ảnh, sân khấu và truyền hình Ấn Độ từ bang Assam, người làm việc trong công nghiệp điện ảnh Tiếng Hin-ddi và công nghiệp điện ảnh nghệ thuật. Ông đã làm việc trong các bộ phim quốc tế như The Reluctant Fundamentalist và Life of Pi (năm 2012).